# Królowy Grzbiet

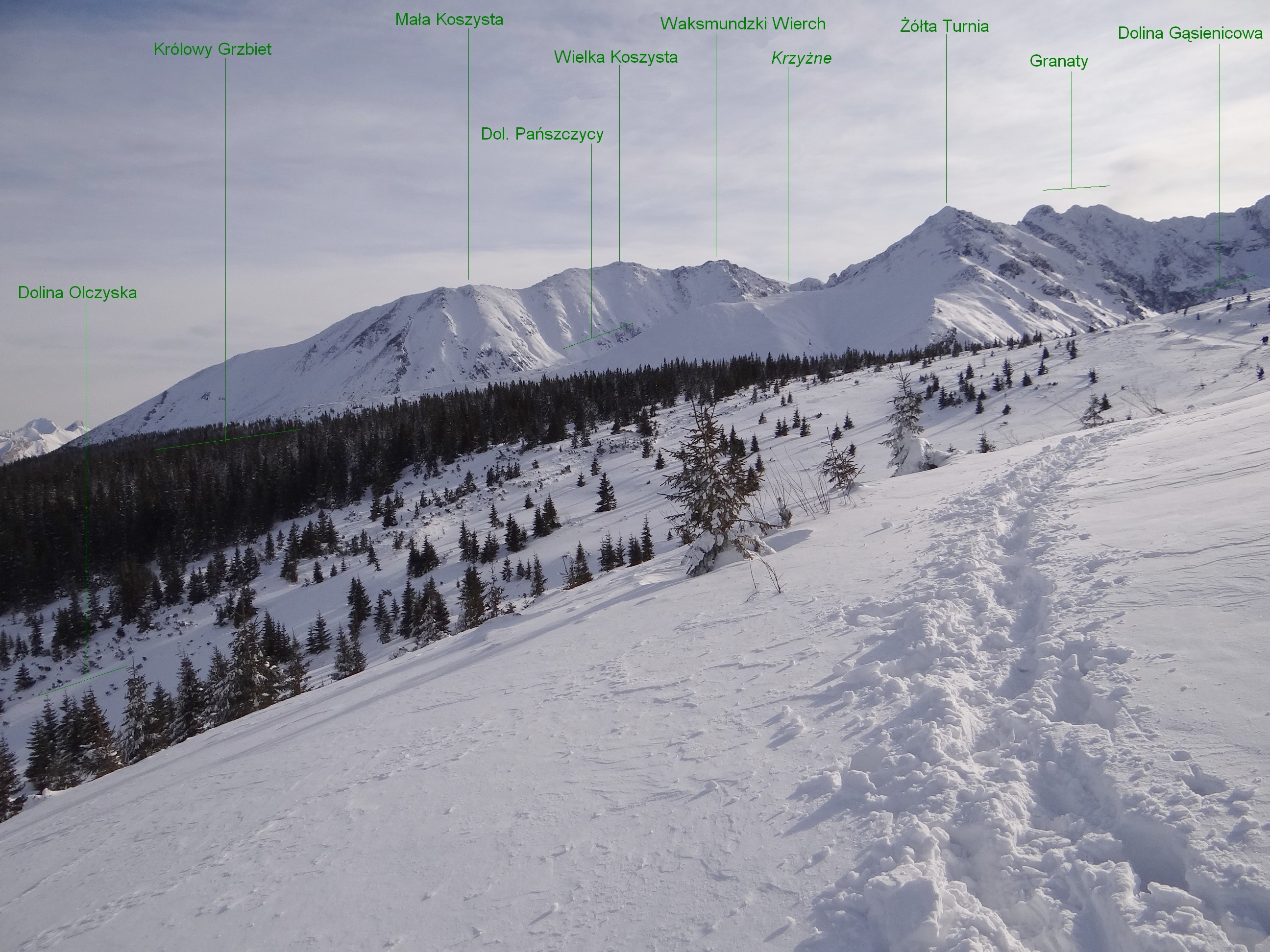
Górna część Królowego Grzbietu

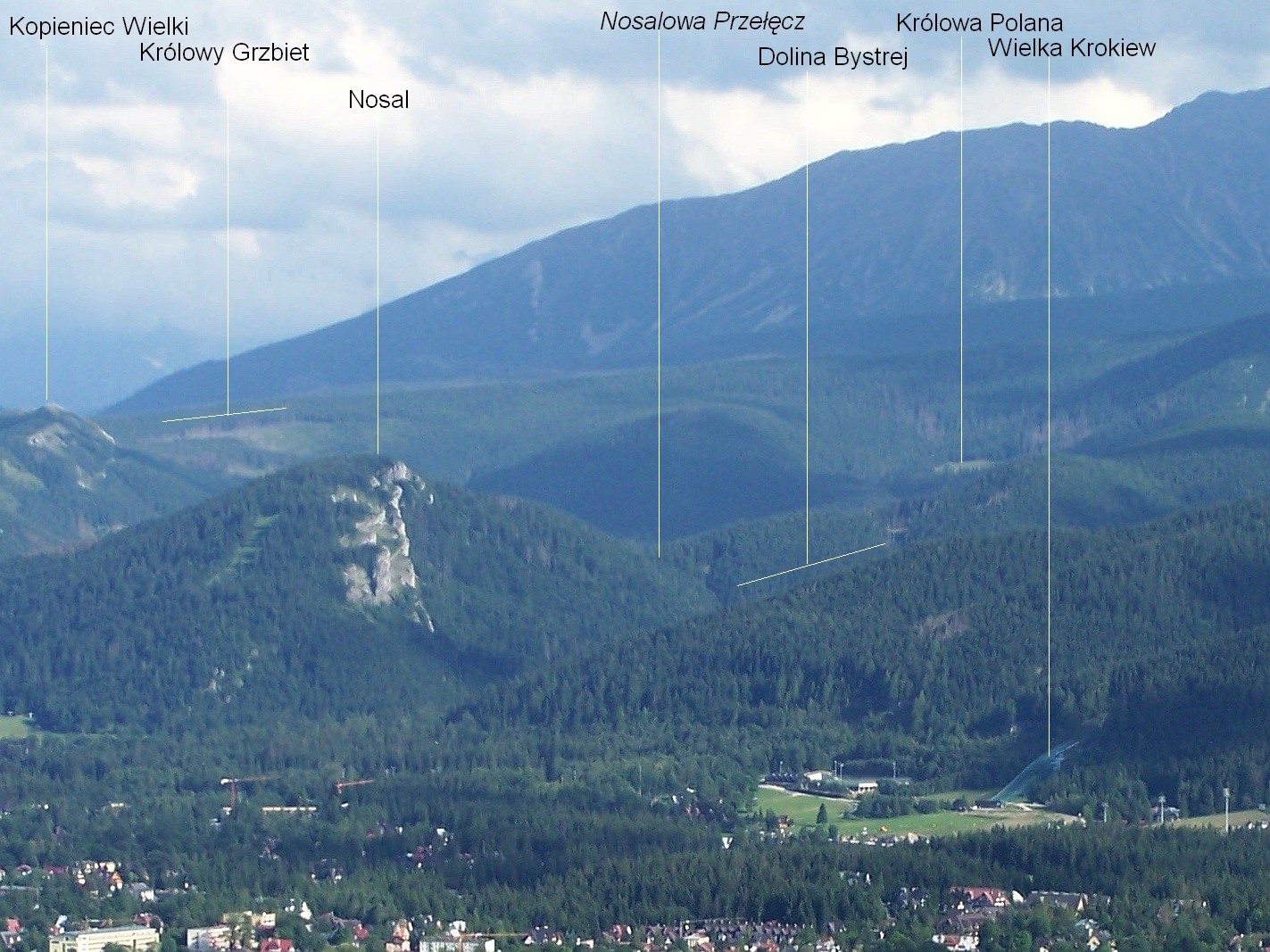
Widok z Butorowego Wierchu

Królowy Grzbiet – bardzo niski grzbiet w polskich Tatrach Zachodnich, ciągnący się od południowo-wschodniego skraju Królowej Równi w północno-wschodnim kierunku. Nazwa pochodzi od Hali Królowej, dawniej znajdującej się po jego północnej stronie. Grzbiet ma wysokość ok. 1250–1540 m n.p.m., długość ponad 2 km i jest całkowicie porośnięty lasem (tylko najwyższe partie porasta kosodrzewina). Jest wielką moreną boczną lodowca, który w epoce lodowcowej wypełniał Dolinę Suchej Wody Gąsienicowej. Przewalił się on na stronę Doliny Olczyskiej, pozostawiając na jej wapiennym podłożu przywleczone z góry granitowe głazy. Obserwować je można na Królowej Równi, w sąsiedztwie Królowego Grzbietu, a nawet na Olczyskiej Polanie.
Grzbiet ma niewielką wysokość względną nad otaczającym terenem, ma jednak duże znaczenie topograficzne. Stanowi orograficznie lewe obramowanie Doliny Suchej Wody. Zwornikiem dla niego jest wypukłość odchodząca od południowo-wschodnich stoków Kopy Magury. Może więc być uważany za przedłużenie północno-wschodniej grani Kasprowego Wierchu. Umownym jego zakończeniem jest Mała Szatra. W północnym kierunku odchodzą od niego trzy boczne grzbiety (właściwie tylko wypukłości). Są to:
- Suchy Wierch wcinający się w Dolinę Olczyską
- wypukłość odgałęziająca się od Wielkiej Szatry, która następnie poprzez Przysłop Olczyski przechodzi w grzbiet Wielkiego i Małego Kopieńca. Tworzy on wschodnie obramowanie dla Doliny Olczyskiej.
- wypukłość tworząca wschodnie ograniczenie Dolinki Chłabowskiej. Odgałęzia się kilkadziesiąt metrów na północny wschód od Wielkiej Szatry[3][2].

Królowy Grzbiet jest bardzo równy. Wyróżniono w nim kilka punktów, nie są to jednak ani szczyty ani nawet kopki czy czuby, a tylko orientacyjne punkty, które dawniej miały jakieś znaczenie gospodarcze, były także dobrym miejscem do ustawienia przyrządów geodezyjnych przez kartografów. Są to: Herbik (1465 m), Wielka Szatra (1377 m) i Mała Szatra (1293 m). Obecnie mają znaczenie orientacyjne i topograficzne. Herbik ma znaczenie dla narciarzy, gdyż nartostrada z Hali Gąsienicowej zakręca na nim i opuszcza Królowy Grzbiet, Wielka Szatra jest miejscem zwornikowym, a Mała Szatra jest umownym zakończeniem Królowego Grzbietu. Przez lesisty Królowy Grzbiet prowadzą drogi leśne.

## Nartostrady
– jednokierunkowa z Kasprowego Wierchu, przez Kocioł Kasprowy, Królowy Grzbiet, Skupniów Upłaz i Nosalową Przełęcz do Kuźnic.